# Joachim Bessing
Joachim Bessing (* 26. Juni 1971 in Bietigheim) ist ein deutscher Schriftsteller und Journalist.
Seine Kindheit und Jugend verbrachte er in Heimerdingen, einem pietistisch geprägten Dorf in Württemberg. Bekannt wurde er v. a. durch seine Herausgeberschaft des Buches Tristesse Royale (1999), mit dem das sog. „popkulturelle Quintett“ (neben Bessing gehörten dazu Benjamin von Stuckrad-Barre, Christian Kracht, Eckhart Nickel und Alexander von Schönburg) lanciert wurde. Für die Spielzeit 2000/2001 verfasste Bessing eine Bühnenversion von Tristesse Royale, die in Göttingen uraufgeführt wurde. Ebendort inszenierte er mit dem Göttinger Ensemble 2001 noch zwei weitere seiner Stücke: Eine Sprache der Liebe und Bad, beide in Uraufführungen.
Seitdem hat Joachim Bessing fünf weitere Bücher verfasst (s. Veröffentlichungen).
Mit der Journalistin Anne Waak und dem Schriftsteller Ingo Niermann gibt Joachim Bessing auf waahr.de ein Archiv für literarischen Journalismus heraus. Seit dem 1. Januar 2016 veröffentlicht er auf waahr.de ein Tagebuch unter dem Titel 2016 – The Year Punk Broke.
Seit dem 1. Januar 2021 erscheint Bessings Tagebuch auf seiner Webseite.

## Werke
- Contrazoom, Erzählung, in: Christian Kracht (Hrsg.): Mesopotamia, ernste Geschichten am Ende des Jahrtausends, DVA, Stuttgart 1999, ISBN 3-421-05191-7.
- Tristesse Royale: Das popkulturelle Quintett mit Joachim Bessing, Christian Kracht, Eckhart Nickel, Alexander von Schönburg und Benjamin von Stuckrad-Barre, herausgegeben von Joachim Bessing, Ullstein, Berlin 1999, ISBN 3-548-31226-8.
- Waschen, schneiden, leben, von Udo Walz, aufgezeichnet von Joachim Bessing, Quadriga, Berlin 2000, ISBN 3-88679-339-7.
- Wir Maschine DVA, Stuttgart 2001, ISBN 3-421-05298-0.
- Tristesse Royale (Theaterstück, 2001)
- Eine Sprache der Liebe (Theaterstück, 2001)
- Bad (Theaterstück, 2001)
- Rettet die Familie! Eine Provokation (List, 2004), ISBN 3-471-79486-7
- Anständig Trinken, Aus dem Englischen von Joachim Bessing (Rogner und Bernhard, 2008), ISBN 978-3-8077-1071-6
- Untitled. Kiepenheuer und Witsch, Köln 2013, ISBN 978-3-462-04517-8
- Super. Mein Leben von Friedrich Liechtenstein, Piper, München/Zürich 2015, ISBN 978-3-492-05666-3
- Bonn. Atlantis der BRD, Matthes und Seitz Berlin, Berlin 2019, ISBN 978-3-95757-715-3
- Emojis, Wagenbach, Berlin 2019, ISBN 978-3-8031-3684-8
- Hamburg. Sex City, Matthes und Seitz Berlin, Berlin 2020, ISBN 978-3-95757-856-3